# Glee: The Music, Volume 2
Glee: The Music, Volume 2 — второй альбом саундтреков к американскому музыкальному телесериалу «Хор», который транслируется телеканалом Fox в США и Канаде. В альбом, релиз которого состоялся 4 декабря 2009 года, вошли песни, исполненные в эпизодах с девятого по тринадцатый первого сезона сериала. Релиз стал платиновым в Канаде и Австралии, золотым в Великобритании и США. Все треки были выпущены качестве синглов посредством цифровой дистрибуции, а также прозвучали в сериале, за исключением «Don’t Make Me Over», которая была исполнена только в инструментальном варианте. Отзывы критиков о альбоме отказались смешанными; большинство положительно оценили вокал Лии Мишель, Эмбер Райли и Кевина Макхейла, но негативно отозвались о аранжировках, которые сделали альбом «похожи на коллекцию караоке-треков».

## Создание
Все песни, вошедшие в альбом, были выпущены в качестве синглов, доступных для скачивания в сети. Наиболее успешным из них стала кавер-версия «True Colors», добравшаяся до 15 строчки чарта Ирландии, 35 в Великобритании, 28 в Канаде, 47 в Австралии. Наиболее успешным в США стал сингл «Lean on Me», который занимал 50 позицию. Среди композиций, не попавших в чарты, оказались «(You’re) Having My Baby» и «Don’t Make Me Over». Помимо традиционных кавер-версий, были выпущены караоке-версии «Lean on Me», «My Life Would Suck Without You» и «True Colors», выбранные на основе популярности среди сообщества поклонников.
Йоко Оно поначалу отказала «Хору» в использовании песни «Imagine» Джона Леннона. Музыкальный супервайзер сериала Пи Джей Блум объяснил это следующим образом: «Было очень трудно убедить Йоко Оно, что это действительно верная вещь. Ей нужно было по-настоящему понять, что музыка будет исполнена глухими хористами. Когда разрешение было подписано, это был невероятно острый момент, дань уважение Джону и его песне». В альбом была включена аранжированная версия «Don’t Make Me Over», в то время как в сериале использовался только инструментальный вариант.

## Список композиций
| №   | Название                                  | Автор(ы)                                                     | Оригинальный исполнитель                  | Длительность |
| --- | ----------------------------------------- | ------------------------------------------------------------ | ----------------------------------------- | ------------ |
| 1.  | «Proud Mary»                              | Джон Фогерти                                                 | Creedence Clearwater Revival              | 3:43         |
| 2.  | «Endless Love»                            | Лайонел Ричи                                                 | Дайана Росс и Лайонел Ричи                | 4:25         |
| 3.  | «I’ll Stand by You»                       | Крисси Хайнд, Том Келли, Билли Стейнберг                     | The Pretenders                            | 3:51         |
| 4.  | «Don’t Stand So Close to Me / Young Girl» | Стинг / Джерри Фуллер                                        | The Police / Gary Puckett & The Union Gap | 2:28         |
| 5.  | «Crush»                                   | Энди Голдмарк, Марк Маллер, Берни Косгров, Кевин Кларк       | Дженнифер Пейдж                           | 3:23         |
| 6.  | «(You’re) Having My Baby»                 | Пол Анка                                                     | Пол Анка                                  | 2:47         |
| 7.  | «Lean on Me»                              | Билл Уизерс                                                  | Билл Уизерс                               | 4:17         |
| 8.  | «Don’t Make Me Over»                      | Бёрт Бакарак, Хэл Дэвид                                      | Дайон Уорвик                              | 3:25         |
| 9.  | «Imagine»                                 | Джон Леннон                                                  | Джон Леннон                               | 2:23         |
| 10. | «True Colors»                             | Том Келли, Билли Стейндерг                                   | Синди Лопер                               | 3:34         |
| 11. | «Jump»                                    | Алекс Ван Хален, Дэвид Ли Рот, Эдди Ван Хален и Майкл Энтони | Van Halen                                 | 3:57         |
| 12. | «Smile»                                   | Лили Аллен, Ийоа Бабалор, Даррен Льюис                       | Лили Аллен                                | 3:14         |
| 13. | «Smile»                                   | Чарли Чаплин, Джон Тёрнер, Джеффри Парсонс                   | Чарли Чаплин                              | 3:01         |
| 14. | «And I Am Telling You I’m Not Going»      | Том Эйен, Генри Крайгер                                      | Dreamgirls                                | 4:06         |
| 15. | «Don’t Rain on My Parade»                 | Джули Стайн, Боб Меррилл                                     | ''Funny Girl''                            | 2:47         |
| 16. | «You Can’t Always Get What You Want»      | Мик Джаггер, Кит Ричардс                                     | The Rolling Stones                        | 3:27         |
| 17. | «My Life Would Suck Without You»          | Макс Мартин, Dr. Luke, Клод Келли                            | Келли Кларксон                            | 3:31         |

## Чарты и сертификации
| Чарт (2009)              | Наивысшая позиция |
| ------------------------ | ----------------- |
| Australian Albums Chart  | 8                 |
| Canadian Albums Chart    | 5                 |
| US Billboard 200         | 3                 |
| US Billboard Soundtracks | 1                 |

| Чарт (2010)                     | Наивысшая позиция |
| ------------------------------- | ----------------- |
| Belgian (Wallonia) Albums Chart | 44                |
| Dutch Albums Chart              | 16                |
| Irish Albums Chart              | 1                 |
| Mexican Albums Chart            | 39                |
| New Zealand Albums Chart        | 1                 |
| UK Albums Chart                 | 2                 |

| Чарт (2011)                     | Наивысшая позиция |
| ------------------------------- | ----------------- |
| Belgian (Flanders) Albums Chart | 77                |
| French Albums Chart             | 74                |
| Italian Compilations Chart      | 20                |

| Чарт (2009)             | Позиция |
| ----------------------- | ------- |
| Australian Albums Chart | 71      |

| Чарт (2010)              | Позиция |
| ------------------------ | ------- |
| Australian Albums Chart  | 41      |
| Canadian Albums Chart    | 29      |
| New Zealand Albums Chart | 29      |
| US Billboard 200         | 26      |
| US Billboard Soundtracks | 3       |

| Страна         | Сертификация  |
| -------------- | ------------- |
| Австралия      | Платиновый    |
| Канада         | Платиновый    |
| Ирландия       | 2x Платиновый |
| Новая Зеландия | Золотой       |
| Великобритания | Золотой       |
| США            | Золотой       |